# 永川の戦い
永川の戦い（日本語：ヨンチョンのたたかい、ようせんのたたかい、韓国語：永川戰鬪、영천 전투）は、朝鮮戦争中の1950年9月に起きた大韓民国陸軍（以下韓国軍）及び朝鮮人民軍（以下人民軍）による戦闘。

## 経緯
永川は大邱と慶州のほぼ中間にあり、中央線と大邱線の分岐点である。永川を押さえて東に向かえば韓国軍第1軍団、西に向かえば韓国軍第2軍団の後方を遮断できるので8月末から永川が重視されていた。この正面には第1軍団左翼の第8師団が担当していた。第8師団は正面18キロの戦線を、西から第21連隊、第3連隊第1大隊（大隊長：鄭震少領）、第16連隊、第5連隊を配備して防御していた。隷下の第10連隊は浦項正面に転用されていた。

## 編制

### 国連軍
- 第8軍 司令官：ウォルトン・ウォーカー中将
  - 第2軍団 軍団長：劉載興准将
    - 第8師団 師団長：李成佳准将
      - 第10連隊 連隊長：高根弘中領（9月8日原隊復帰）
      - 第16連隊 連隊長：兪義濬中領
      - 第21連隊 連隊長：金容培大領

    - 第7師団 師団長：申尚澈大領
      - 第3連隊第1大隊 大隊長：鄭震少領
      - 第5連隊 連隊長：崔昌彦大領
      - 第8連隊 連隊長：朴昇日中領

  - 配属部隊
    - 第11連隊 連隊長：金東斌大領
    - 第19連隊 連隊長：金益烈大領
    - 第26連隊第3大隊 大隊長：申健善大尉
    - 第18連隊第2大隊 大隊長：鄭昇和少領

  - 空軍偵察
    - 飛行部隊 長：呉占石大尉

### 人民軍
- 第2軍団 軍団長：武亭中将
  - 第15師団 師団長：朴成哲少将（9月5日から趙烈光少将[4]）
    - 第48連隊 連隊長：金致九大佐
    - 第49連隊 連隊長：李鉄英総佐
    - 第50連隊 連隊長：李乙雪総佐
    - 砲兵連隊 連隊長：李連燮大佐

  - 第73独立連隊 連隊長：李周容中佐
  - 第103連隊 連隊長：李鍾萬大佐

## 戦闘
第8師団の正面には、遊鶴山から転進してきた人民軍第15師団が9月2日からこの正面に攻撃を開始していた。しかし9月4日、朴成哲少将は武亭中将から「崔仁斗同志の率いる第12師団は安康里の線を突破して慶州を占領した。それなのに朴同志の師団はなぜ永川を占領できないのか？」と激しく叱責された。
9月5日午前1時、第15師団は3個連隊を並列して、第73独立連隊と第103連隊を予備とし、各種砲166門の支援をもとに攻勢を開始した。この日は豪雨により第8師団は航空支援を受けられず、さらに混戦状態になったため砲兵支援もできなかった。第8師団の中央は突破され、永川に危機が迫った。
この事態に陸軍本部は、永川から慶州に転進中の第18連隊から第2大隊を抽出して第8師団に配属した。そして第8師団は第2軍団に隷属させて、劉載興軍団長に事態の収拾を命じた。劉載興軍団長は第1師団（師団長：白善燁准将）から第11連隊、第6師団（師団長：金鐘五准将）から第19連隊を抽出して第8師団に配属した。またウォーカー中将に戦車1個小隊（M46パットン5両）の支援を要請した。
9月6日早朝、第15師団が永川を占領した。この時、韓国軍は永川西側を雑多な部隊が防御していたに過ぎず、第15師団が永川から西西南15キロにある河陽に突進すれば第2軍団は崩壊する可能性があった。ところが第15師団は慶州方面に南下した。このため第8師団長・李成佳准将は第9工兵大隊（大隊長：金黙少領）に永川を奪還させた。やがて人民軍が反撃してきたが、来援した米軍戦車小隊の支援を受けてこれらを撃退した。9月7日から韓国軍の反撃が開始された。13日まで戦闘が続き、第15師団は殲滅された。韓国軍の戦果は射殺3,999名、捕虜309名、戦車5両、装甲車2両、トラック85両、各種砲14門、火器2,327丁を破壊または鹵獲した。